# Arquitectura de Omaña
La arquitectura tradicional de Omaña está condicionada por la situación geográfica de la comarca en la Montaña Occidental de la provincia de León, España, las actividades económicas predominantes en la zona y una herencia cultural que, hasta finales del siglo XX se ha transmitido de generación en generación sin apenas cambios.
Entre sus rasgos más distintivos destacan un estilo rústico y funcional, el uso de la piedra como principal material de construcción y la preferencia por edificios de planta rectangular, con cubiertas muy inclinadas que eran recubiertas de cuelmos de paja de centeno hasta la gradual sustitución de estos durante los últimos dos siglos por la teja y la losa.
El patrimonio arquitectónico se encuentra amenazado debido a la fuerte despoblación de la comarca y al abandono de los usos propios de la economía de autoabastecimiento y quedan pocos ejemplos de construcciones subsidiarias en buen estado de conservación y de viviendas con una distribución del espacio tradicional.  

## Influencia geográfica y climática

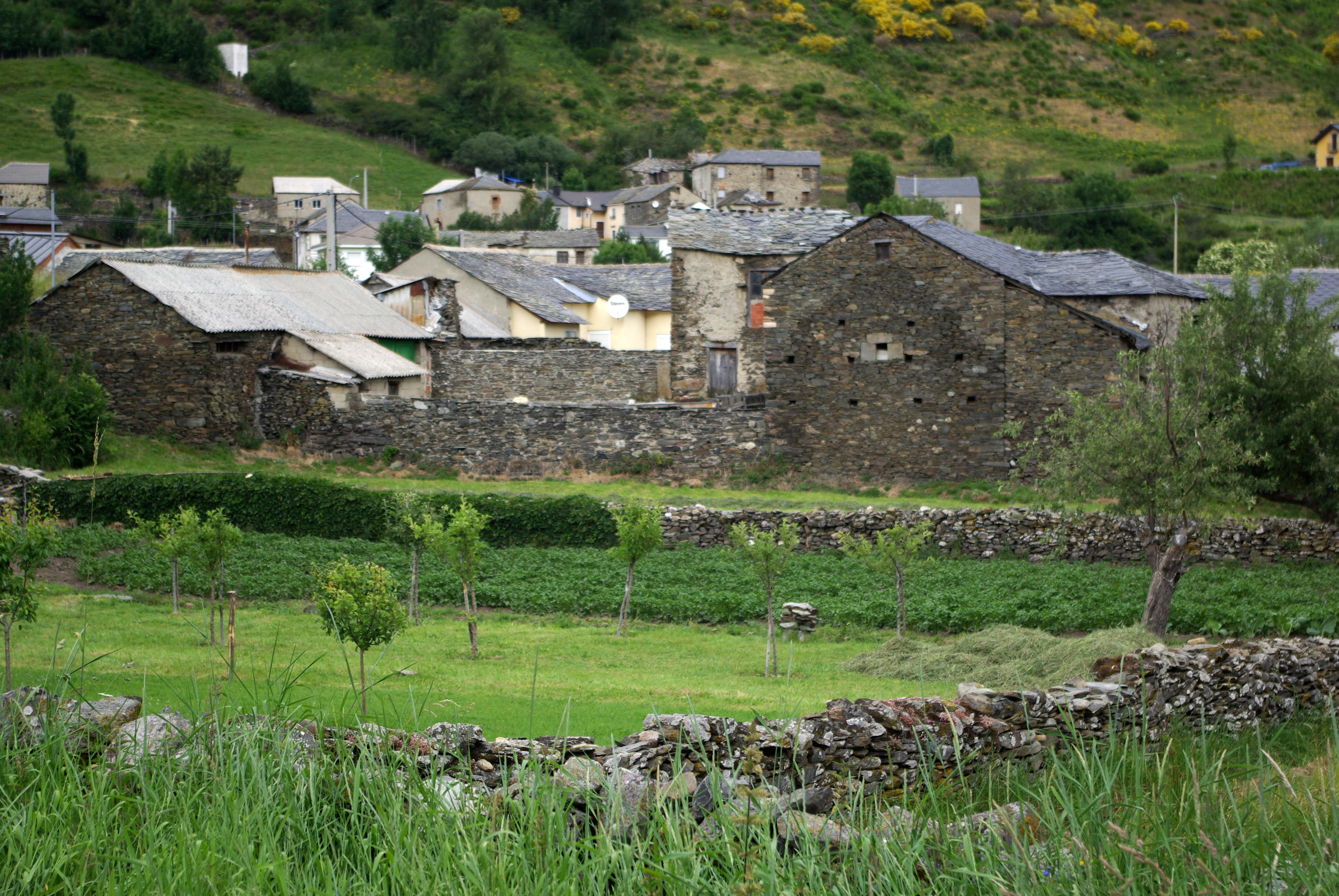
Edificaciones en Montrondo. Los techos inclinados, el pequeño tamaño de los vanos, sobre todo en los muros orientados al norte y los muros gruesos de piedra son elementos propios de un clima de montaña. La sustitución de los teitos por tejados de losa es representativa de las poblaciones de Omaña occidental.

La comarca de Omaña es, desde el punto de vista geográfico, un espacio de transición entre las llanuras de La Cepeda al sur y la zona de alta montaña de Luna y Babia al norte. Esta situación se refleja en la arquitectura, que aun compartiendo muchas características con las de las comarcas vecinas, adquiere debido a la confluencia de elementos de diversas áreas geográficas y culturales, un carácter idiosincrático.
Omaña se sitúa a bastante altitud, con cotas mínimas que rebasan los 900 m y está aislada de las influencias marítimas por la Cordillera Cantábrica, por lo cual las temperaturas invernales entre los 0 y 2 °C y las precipitaciones en forma de nieve son comunes. Esto favorece el uso los techos inclinados, para impedir la acumulación de nieve y el hielo y de las cubiertas de teito, por sus propiedades como aislante térmico, pues con fuego en la estancia se puede mantener la temperatura interior a unos 15 °C en invierno. La prioridad concedida a la prevención de incendios en el último siglo y el consiguiente establecimiento en algunos municipios de impuestos especiales para cubiertas vegetales, han conllevado su relegación gradual a edificaciones auxiliares, por lo general alejadas de la vivienda principal.
La ubicación de la cuadra para el ganado mayor directamente bajo las viviendas de más de un piso, los vanos (puertas, ventanas y respiraderos) de pequeño tamaño y el papel de la cocina como habitación principal y centro de la vida familiar y social, obedecen también a la necesidad de aprovechamiento máximo de todas las fuentes de calor como protección frente a la dureza del clima.

## Urbanismo

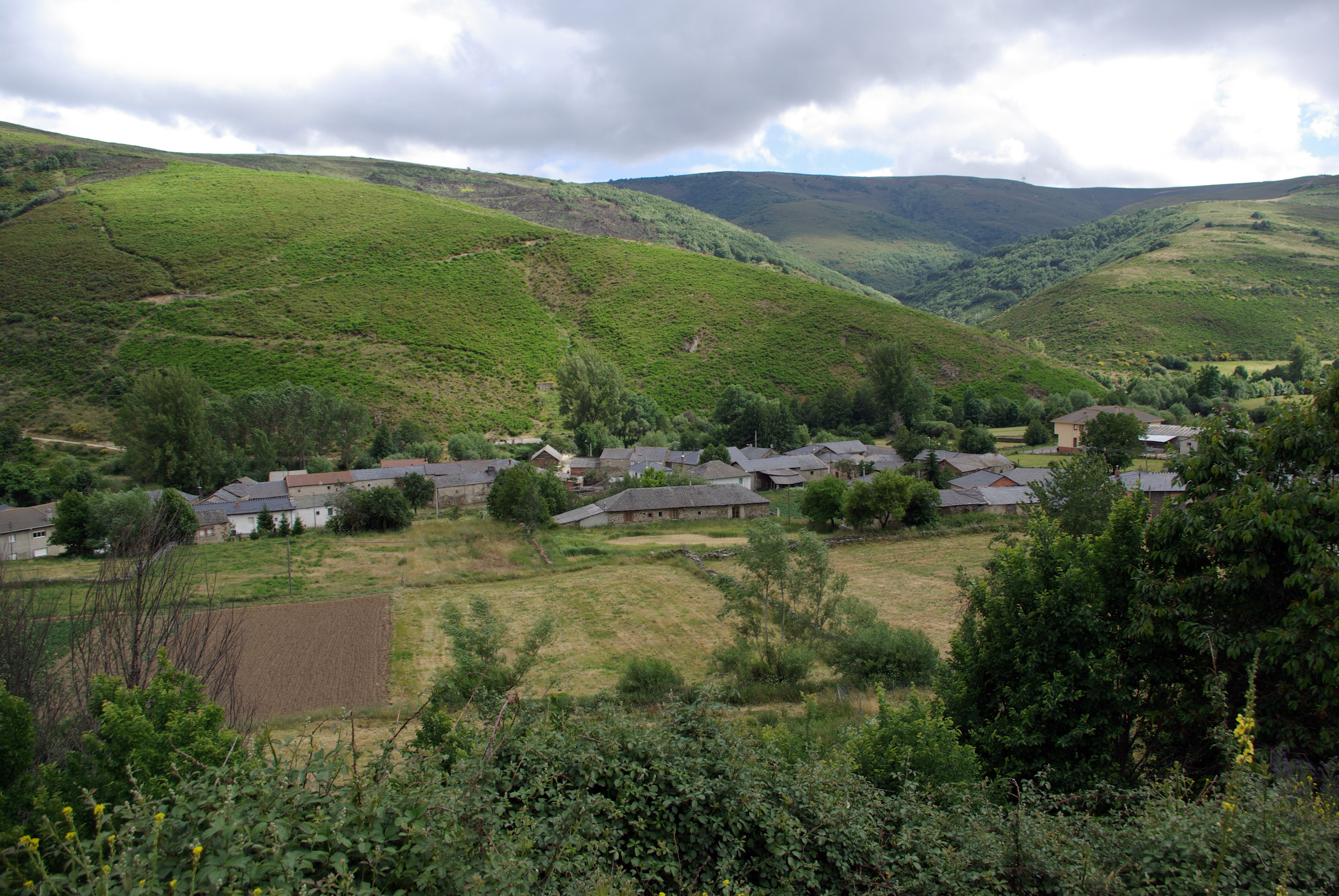
Ubicación en fondo de valle, caracterizada por una disposición lineal siguiendo los contornos de las laderas circundantes

Los pueblos de la comarca de Omaña presentan una estructura característica del norte de la provincia de León y, en general, de la zona cantábrica de España. Se trata de núcleos de pequeño tamaño con una agrupación de viviendas y edificios semidispersa, es decir, ordenados en barrios o áreas, a veces marcadamente separadas y otras con una distribución más difusa; esto obedece a un aprovechamiento máximo del espacio e integración con el medio natural. Alonso González distingue varios tipos en la distribución de las poblaciones según su ubicación:
- Agrupaciones en «fondo de valle»: estas poblaciones están situadas en las cotas de latitud más bajas; presentan forma lineal, siguiendo los contornos de los valles, cada vez más estrechos a medida que se avanza hacia el oeste. Este es el tipo de agrupación predominante en los pueblos de los municipios de Murias de Paredes y Valdesamario, pero también abunda en Riello.

- Agrupaciones en «valle abierto», también situadas a menor altitud, en áreas donde el valle se ensancha, lo que permite una distribución más abierta. Como ejemplos se puede citar a Soto y Amío y a las cabezas de municipio de Riello y Murias de Paredes.

- Poblaciones en «zona alta»: menos abundantes, aunque se encuentran varios ejemplos al sur de Riello, en el valle amesetado de La Lomba.

- Agrupaciones a «media ladera»: como su nombre indica, estas poblaciones están situadas a altitudes medias en una ladera, generalmente con orientación sur; por ejemplo, La Urz, Rosales o Salce.

Las vías de circulación entre las propiedades suelen ser estrechas y alternan con zonas abiertas o plazas más amplias, donde tenían o tienen lugar las reuniones de vecinos, bailes y festividades y mercados.

## Contexto histórico

### Castros
Se conocen una veintena de restos de castros en Omaña y Valdesamario; los más antiguos datan de la Edad del Bronce, aunque la cultura castreña alcanzó su apogeo en la Edad del Hierro. En la mayoría de los casos se aprecia indicios de ocupación en la Baja Edad Media. Se encuentran asentados en colinas y oteros en las cercanías de ríos. Las dimensiones oscilan alrededor de una media de 100 x 60 m. Tenían funciones de habitación humana y defensivas, evidenciadas las últimas por la presencia de fosos, terraplenes y murallas a su alrededor. Algunos pudieron estar asociados a la explotación aurífera en tiempos de los romanos. Los fosos están especialmente bien conservados en Murias de Paredes, Otero de las Dueñas y Villaceid, donde fueron excavados en la roca, y en Omañón, Vegarienza y Riello, protegidos al quedar cegados por tierra. Las murallas son normalmente ovaladas, como los castros de Galicia.
Las viviendas se suelen encontrar en peor estado de conservación. En Villaceid se aprecia que eran de forma circular u ovalada, sin ningún orden apreciable en su distribución. En contraste, en los castros de Omaña meridional y oriental, se encuentran casas en planta rectangular, lo que denota influencias de la meseta.

### Fortificaciones medievales

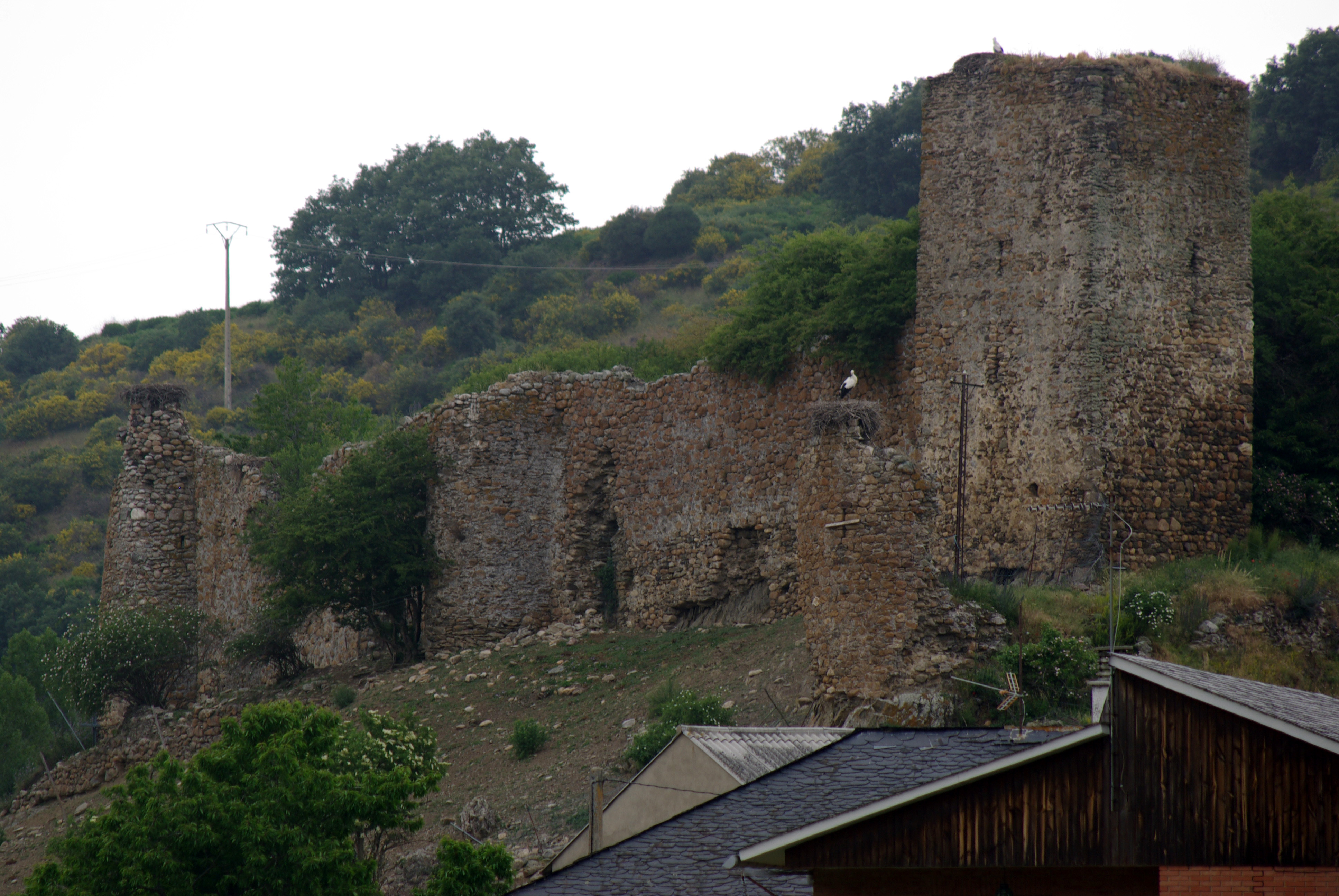
Ruinas del castillo de Benal

Aunque la comarca cuenta con elementos escultóricos del período románico y, en menor abundancia, del gótico, no se conservan estructuras arquitectónicas de la época medieval, aparte de los restos de necrópolis, por ejemplo en Rosales y Murias de Paredes, templos, como en Curueña y fortificaciones como el castillo de Benal en El Castillo, el de los Vallaos en La
Garandilla y el de Trascastro de Luna. Estos castillos, en particular el de Benal, constituyen los ejemplares más estudiados de la arquitectura de esta época.
El castillo de Benal, Beñal o Benar aparece ya como «castro de Benal» en un documento de 1366. Poco después pasó a poder de la familia de los Quiñones. Posee una planta triangular, probablemente dictada por la topografía de la colina sobre la que se ubica, y de la que solo existe otro ejemplo en España. Su torreón era un prisma trapezoidal con muros de mampostería y argamasa. A fines del siglo XIX se destruyó el castillo y sus materiales fueron empleados para pavimentar la carretera. Permanecen aún en pie la torre del homenaje y algunos muros. En 2010 se organizó una mesa redonda para discutir la eventual cesión del castillo al ayuntamiento de Riello, primer paso para su restauración.
El castillo de Trascastro estaba ubicado en una elevación sobre el río Omaña. De él se conservan algunos muros de argamasa. Tenía un torreón de planta rectangular, muros de mampostería y recinto amurallado. Fue destruido en el siglo XIV y nunca se reconstruyó.

### Construcciones del barroco y neoclásico

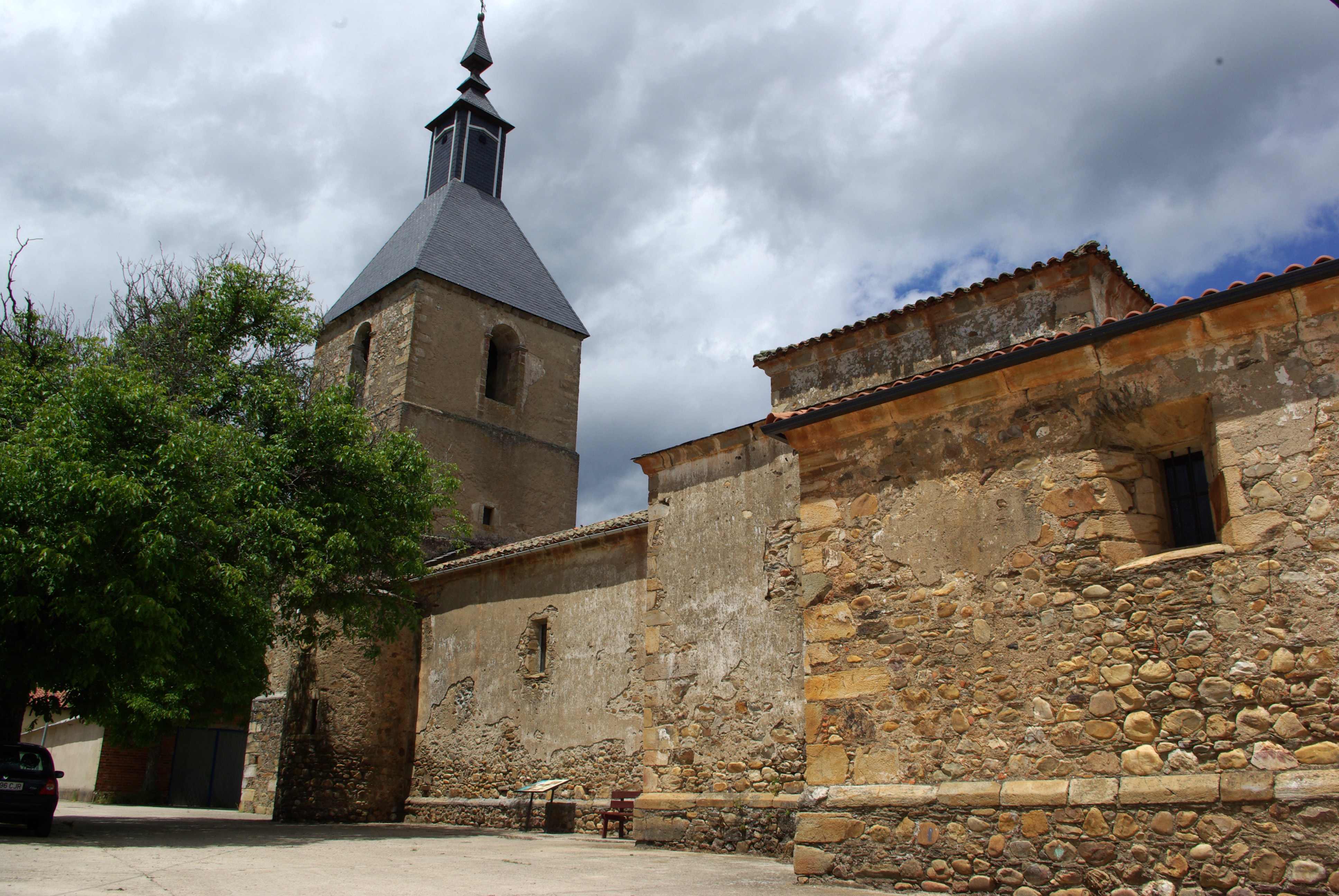
Santuario de La Garandilla, en Valdesamario

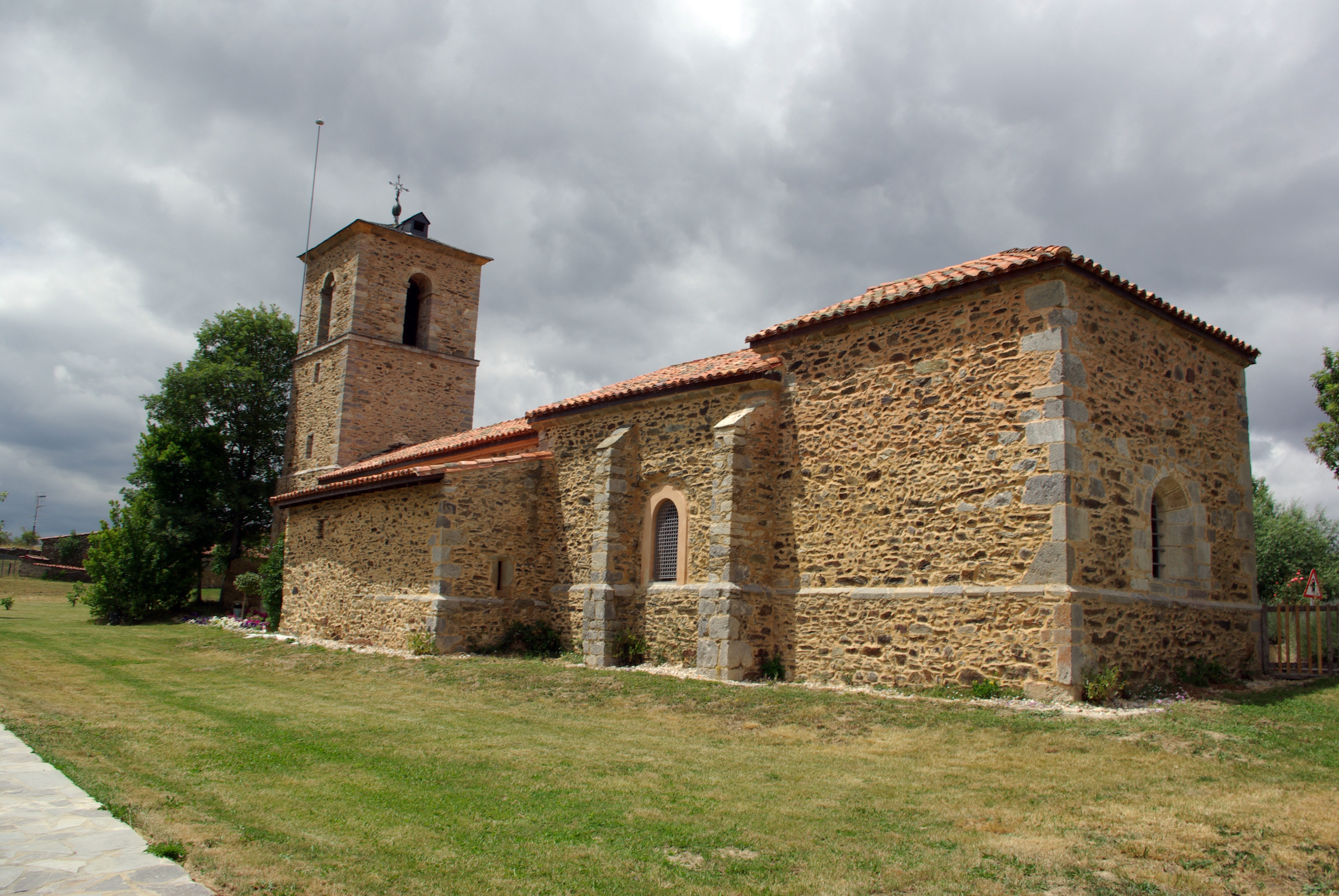
Santuario de Pandorado, en La Omañuela

El período renacentista tampoco dejó elementos arquitectónicos distintivos, aunque de esta época datan los retablos de la iglesia de Villaceid y de Salce. Del siglo XVII la construcción más notable es el santuario de Pandorado, principal lugar de romería en Omaña. La planta del templo es rectangular, con muros de mampostería. Tiene una torre de planta cuadrada y tres niveles, el superior utilizado como campanario. La nave cuenta con una capilla a cada lado. El edificio también contiene un presbiterio, un camarín y un pórtico lateral, sostenido por pies derechos. Del mismo siglo data la casa de los Tusinos en Folloso, actualmente en precario estado, con muros con aparejo de mampostería y esquinas y blasón familiar en piedra labrada.
El santuario de Nuestra Señora de la Garandilla se levantó en el primer cuarto del siglo XVIII, aunque se encuentra asentado sobre un templo más antiguo, posiblemente del siglo XII. La planta es de cruz latina y la nave es de bóveda de cañón con lunetas. La torre es el elemento arquitectónico más distintivo y ha sido restaurada en 2008; es de planta cuadrada y con cuatro cuerpos; el campanario se encuentra en el último, bajo el tejado rematado por chapiteles. Del mismo siglo destacan otros edificios religiosos, como la ermita de Jesús Nazareno, en Barrio de la Puente, con un blasón en su fachada; la iglesia de la misma localidad, construida en 1773 y con balconadas muy distintivas en la espadaña; y la iglesia de Villaceid. También son del siglo XVIII las casas más antiguas cuya fecha de construcción se conoce, en Sosas del Cumbral (1736) y Sabugo (1777).

### Época contemporánea
En contraste con la estabilidad de los siglos anteriores, en que el estilo general de arquitectura se mantuvo sin grandes cambios, el siglo XX se caracterizó por la paulatina aparición de elementos de construcción ajenos a los tradicionales, localizados frecuentemente en los núcleos de población de mayor importancia, como Riello, en las viviendas de comerciantes, médicos, maestros y otros profesionales asentados en la comarca. La tendencia se intensificó a partir de los años 60 debido a tres factores:
- El abandono del modo de vida basado en la economía de autoabastecimiento que dictaba el uso del espacio edificado y la emigración de la población, lo que motivó el abandono y ruina de numerosas construcciones.
- La identificación del estilo tradicional con atraso cultural y pobreza, lo que condujo a rehabilitaciones y restauraciones poco respetuosas con los modelos autóctonos y al empleo de materiales y técnicas mal adaptadas al medio;[14] ejemplos de estas prácticas son el uso de fibrocemento, hormigón, cierres de bloque y ladrillo y carpinterías metalizadas.
- La ausencia durante mucho tiempo de políticas de protección y conservación coherentes y continuadas por parte de la Administración.

En las últimas décadas del siglo XX empezaron a publicarse estudios que contribuyeron a tomar conciencia de la importancia para el patrimonio cultural de la arquitectura tradicional. En el siglo XXI se ha incrementado el interés por la rehabilitación de construcciones siguiendo las pautas tradicionales, contando con apoyos de la Diputación de León.

## Materiales y técnicas de construcción

### Muros

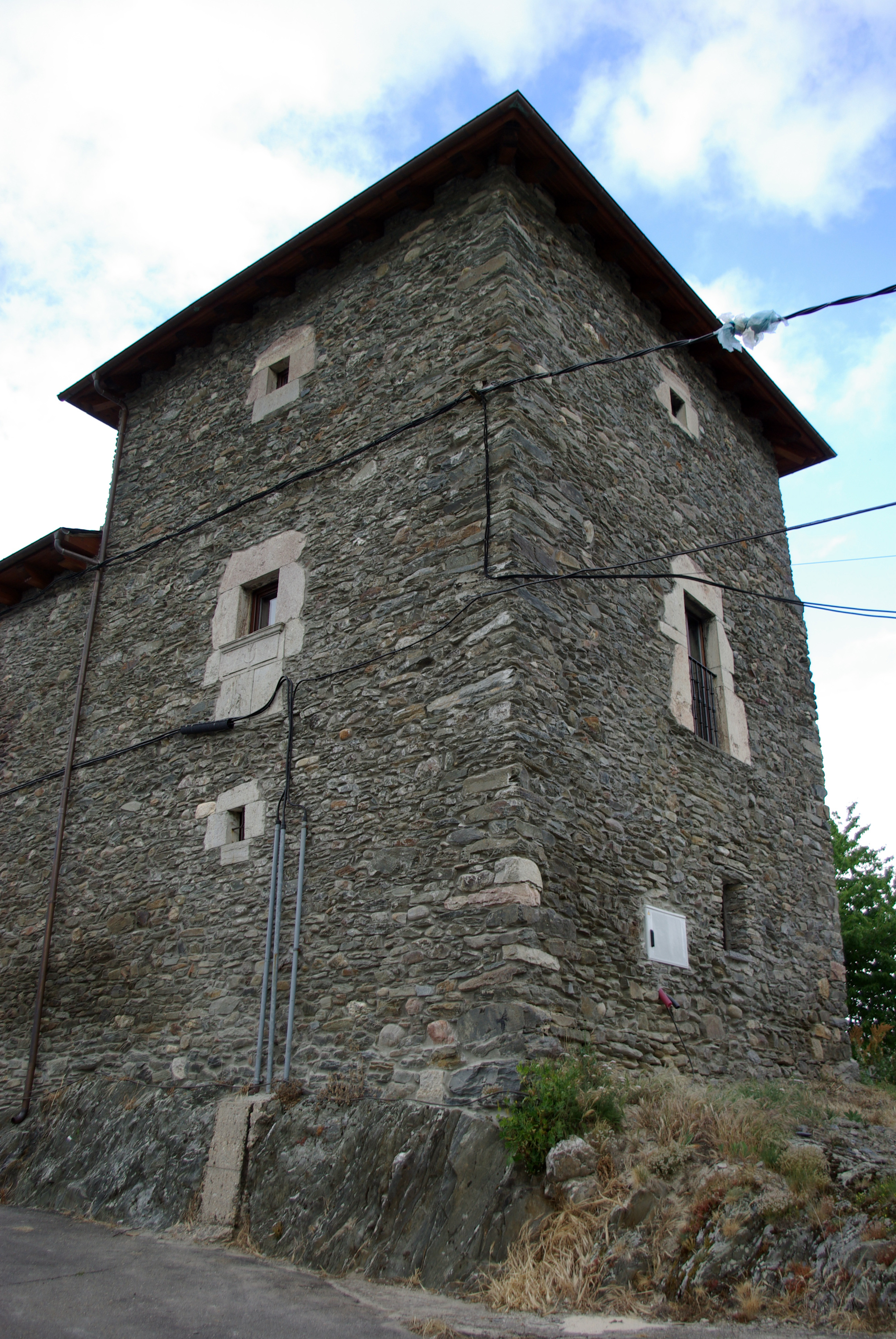
Torreón en Murias de Paredes, ilustrando el encuentro de muros trabados.

La construcción de la casa primitiva omañesa se inicia con una zanja para los cimientos sobre los que se levantan muros de piedra sin labrar, rellenados con arcilla y, en ocasiones, con cal y arena. Los esquistos, un tipo de roca abundante en la comarca, predominan como material, aunque en el valle de Valdesamario se observa el uso de adobe en la parte superior de los muros, como es característico en comarcas más meridionales. A medida que se erige el muro se dejan huecos en él —llamados michinales o bichinales— para introducir las vigas de sujeción de los andamios. En las edificaciones más simples el mampuesto puede estar a la vista, pero a menudo está encalado. Aunque en algunas casas se encuentran esquinas redondeadas, abundan los esquinales rectangulares constituidos por bloques de pizarra y cuarzo trabados tal que la piedra final de una hilera se intercala entre las hileras inferior y superior del muro adyacente. En las casas más elaboradas, los encuentros de los muros son de sillería. En muchas poblaciones se encuentran edificios con un blasón familiar adornando el muro.

### Techo

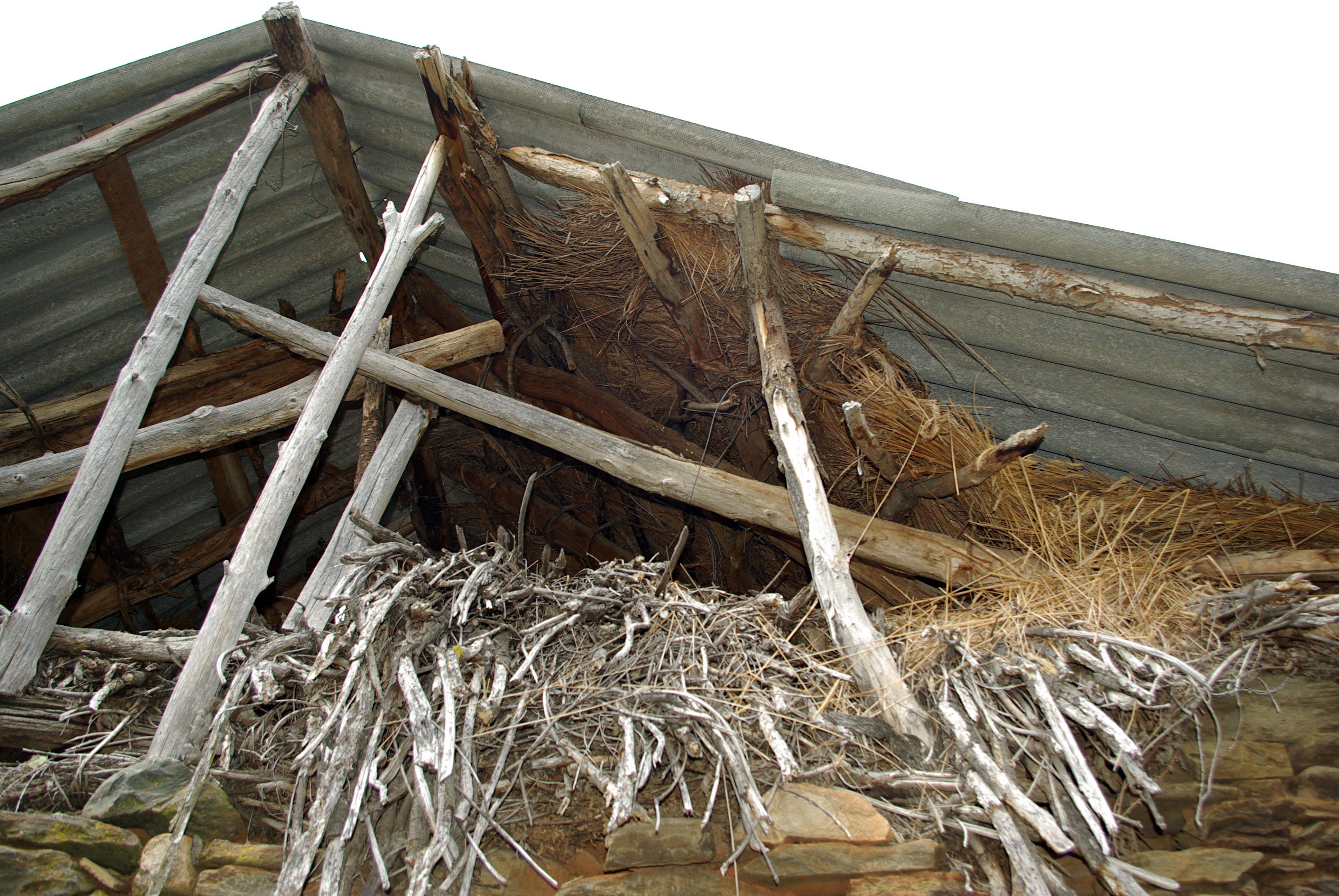
Edificio en La Omañuela, con restos del techado de cuelmo recubierto con fibrocemento

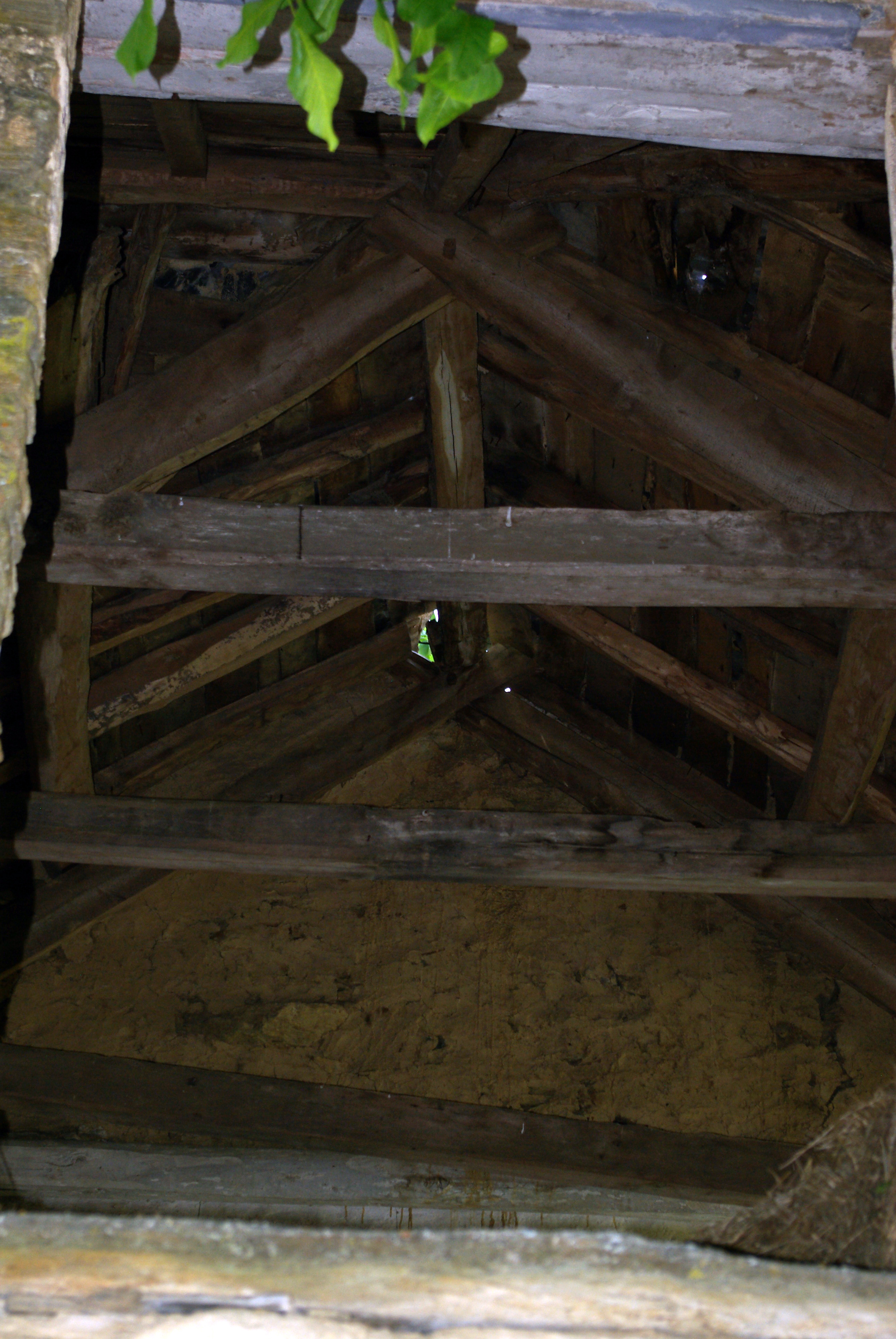
Tijerones en la armazón de la cubierta (Castro de la Lomba, 2012)

El techado es normalmente de dos aguas. La armadura tradicional es de madera de especies comunes en la región, como el chopo, abedul o roble. Las vigas situadas sobre los muros sobre las que se apoya el resto del armamento reciben el nombre de durmientes o estribos. Sobre ambos extremos y entremedias se sitúan los tijerones, unas estructuras triangulares compuestas de dos cerchas formando un ángulo, sujetas por debajo por un tirante que se extiende entre las durmientes. Sobre los vértices de los tijerones se apoya la cumbre o filera. Los «cantiaos» conectan la cumbre con las durmientes y sobre ellos se disponían los cangos, atados con varas de mimbre o las llatas o ripias, dependiendo de si la cubierta era vegetal o no. También se encuentran techados de tres o cuatro aguas. Las cubiertas a dos aguas aparecen a veces con un testero resaltado y escalonado que continúa el muro de carga.
Hasta el siglo XX, la cubierta habitual era de cuelmos de centeno, la principal cosecha de cereales en la comarca. Los cuelmos se obtenían al majar el centeno a «piértigo» o mayal, técnica que, al contrario de la trilla a máquina, permitía la obtención de paja de la suficiente longitud. Los manojos de cuelmo, atados con pajas más cortas llamadas civillas, se disponían sobre el armazón en hileras atadas a los cangos. El progresivo abandono de las tierras centenales como consecuencia de la emigración también fue un factor importante en la gradual desaparición de los teitos, al faltar
la materia prima para su reparación. Los que se conservan suelen estar recubiertos de fibrocemento. En las viviendas la teja y la losa han reemplazado a la paja. La teja es más común en el sur y este de la comarca, mientras que la losa predomina en la parte occidental. La teja se asienta sobre una capa de arcilla que recubre las ripias. Las losas se
clavan directamente a las ripias.

### Puertas, ventanas y corredores

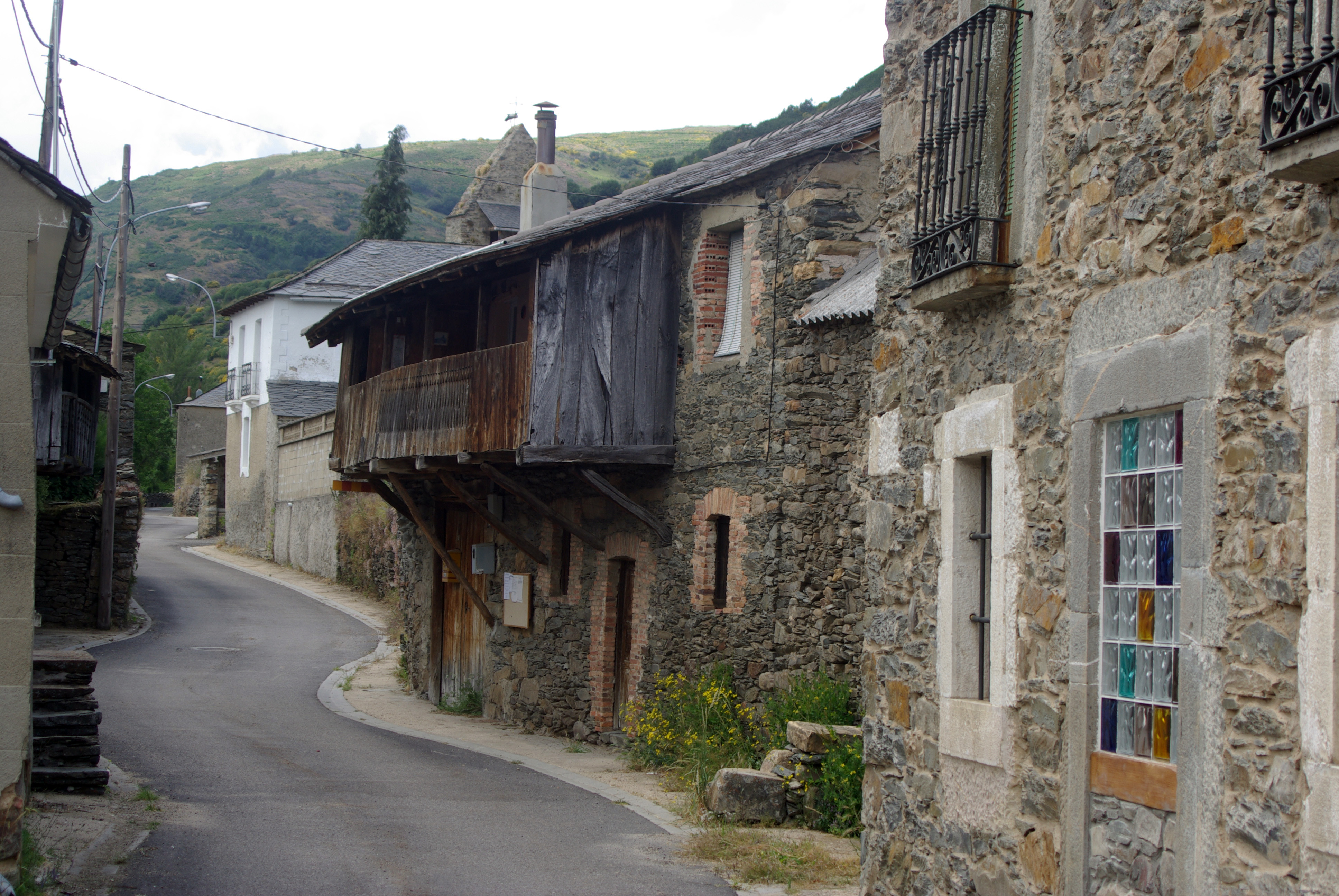
Corredor exterior en Posada de Omaña

Las puertas de acceso al patio de la vivienda son anchas, para poder pasar por ellas los carros. Normalmente tienen dos hojas, hechas con tablones de madera con clavos y de hierro forjado con tiradores cuya versión más simple son unas anillas forjadas redondas unidas a una placa metálica sujeta a la madera. Las puerta de acceso a viviendas y edificios auxiliares son más estrechas y de una sola hoja. Muchas veces incorporan un amplio ventanuco superior, que puede
llegar a dividir horizontalmente la puerta en dos, lo que permite la iluminación y ventilación interior. Las marcaciones alrededor de las puertas son de piedra retocada o madera en las casas antiguas, mientras que en las construidas entrado el siglo XX suelen presentar jambas y dinteles de ladrillo.
Las ventanas son de tamaño pequeño y de construcción sencilla. Frecuentemente se abren en el muro enmarcadas por un simple cerco de madera, aunque a veces se resaltan con piedras labradas o semilabradas e incluso ladrillo. En las bodegas y establos se encuentran respiraderos de muy reducido tamaño hechos con dos piedras y una losa. Aunque se encuentran ejemplos de carpintería ciega sin cristal, sobre todo en pajares y edificios auxiliares, esto es más corriente en los balcones, donde la parte superior suele ser acristalada y la inferior ciega con cuarterones. Los petos protectores de los balcones están hechos normalmente con tablas recortadas o con
barrotes sujetos al cerco de madera.
Los corredores son un elemento arquitectónico muy característico en las viviendas de dos plantas de la comarca. Normalmente se disponen a lo largo de la pared más larga no orientada al norte y se encuentran protegidos en su parte superior por el vuelo de la cubierta. Los corredores se sustentan por la parte inferior con vigas de apoyo o soportes verticales. En la mayoría de los casos son abiertos y a menudo uno de los laterales cuenta con una escalera por donde se accede a la vivienda, sobre todo cuando se abren a un corral interior. También se encuentran ejemplos de corredores cerrados, normalmente con madera y cristalería, o a veces, en casas reformadas durante el siglo XX, usando materiales y soluciones más modernas.

## Edificaciones auxiliares

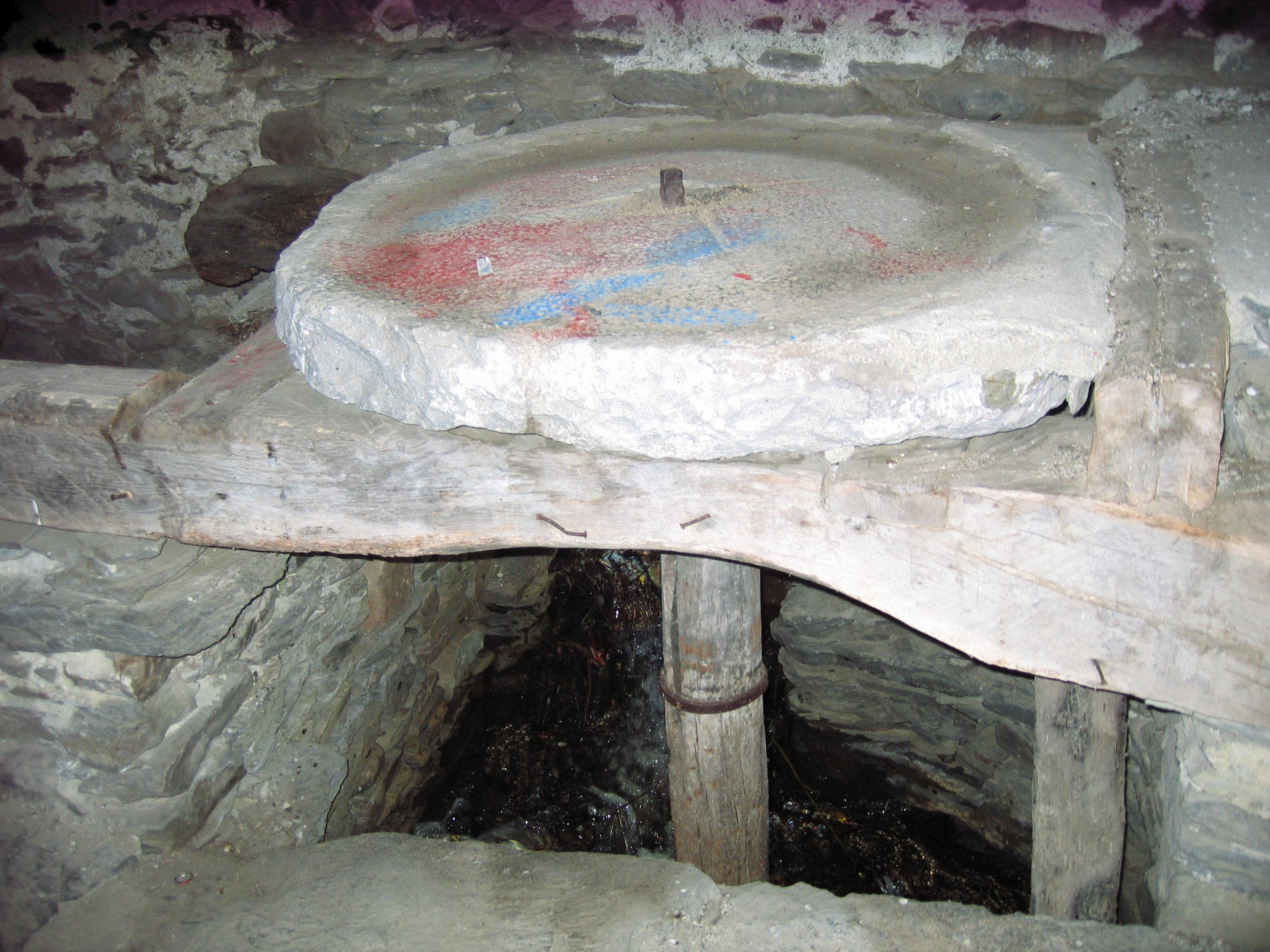
Molino de rodezno en las afueras de Murias de Paredes

La arquitectura subsidiaria constituye un reflejo por un lado, de la autarquía que caracterizaba la economía en la comarca y por la cual los habitantes producían una parte importante de su sustento diario y, por otro, de la importancia de la ganadería. Así, se encuentran ejemplos de hornos, molinos, pajares, cuadras, colmenares, y chozos y cabañas en las brañas para albergar a los pastores, aunque estas últimas en menor número que en Babia y Laciana. Al contrario que en estas comarcas, no se conservan hórreos, siendo Los Bayos, en el extremo noroccidental de la comarca, la última población donde quedaba constancia de su existencia en el siglo XVIII. Algunas casas tiene pozos, similares a los encontrados en La Cepeda, protegidos con un tejadillo. Se conservan palomares en la parte oriental de la comarca, en Villaceid y Bonella, similares a los que se hallan en Luna.
Muchas de estas edificaciones auxiliares se encuentran en un mal estado de conservación, por haber dejado de utilizarse para su función primordial al haberse despoblado la comarca, y por ser su construcción generalmente de peor calidad que la de los edificios dedicados a la habitación humana.

## Vivienda

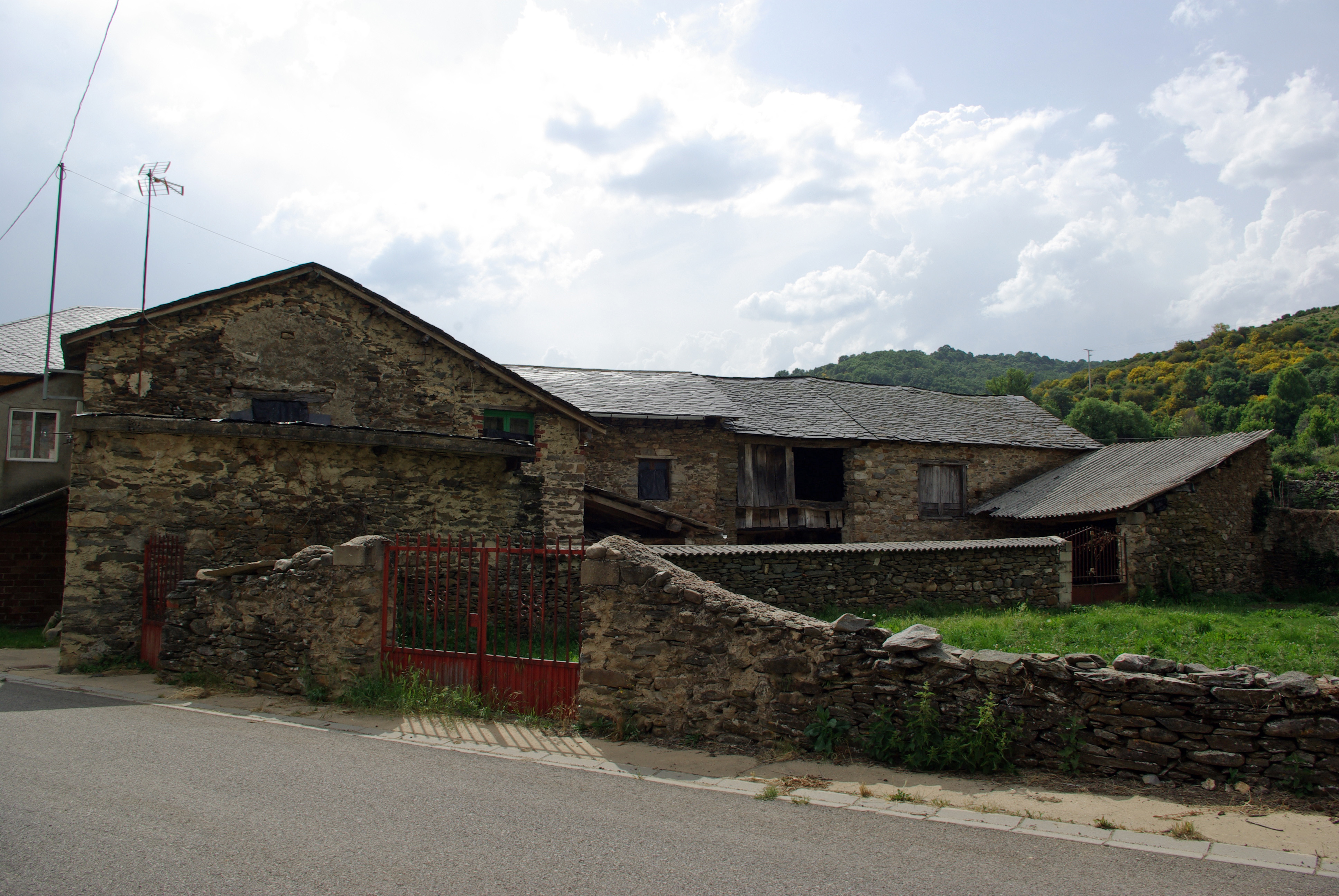
Casa en Cirujales, con edificios auxiliares alrededor de un espacio cerrado

La vivienda familiar agrupa todos los recursos necesarios para albergar animales y la preparación y almacenamiento de alimentos destinados al consumo animal y humano (panera, cocina de humo, gabitera, bodega, etc.) Se diferencia entre establo, corte y caballeriza, destinados al alojamiento de ganado mayor, ganado menor y caballos respectivamente. La vivienda y construcciones asociadas se disponen en torno a un corral o patio cercado de tapial o piedra. La casa puede ser de una o dos plantas y normalmente se accede a ella desde el corral; en las casas de dos plantas con corredor, es común que la puerta de acceso se abra a este. Las casas están separadas por callejas estrechas y agrupadas en grupos de 12-14, aunque en las poblaciones mayores pueden contar con varias docenas.
La cocina es la estancia principal, debido a la presencia en ella del hogar o llar, que la convertía antaño en el centro de la vida familiar. En la casa primigenia el hogar se situaba en el centro o adosado a la pared y estaba hecho de losa con un recerco de madera; por encima, estaban las pregancias, unas cadenas de las que se colgaban los calderos utilizados para preparar las comidas, y una «piérgola» o cubierta de mimbre, madera o losa que servía para evitar que las chispas del fuego prendieran el teito. En torno al hogar, se disponía el mobiliario, consistente en escaños, a veces usados como camas, asientos y diversos aparadores y armarios. A partir de la cocina se accede a uno o más cuartos, originalmente separados por tabiques de madera o mimbre y destinados únicamente al descanso y al almacenamiento de víveres. Las chimeneas empezaron a aparecer relativamente tarde, cumpliendo antes su función una apertura en el techo. Es poco habitual que esta división del espacio interior perdure en las viviendas rehabilitadas.